# Rathaus (Ebermannstadt)

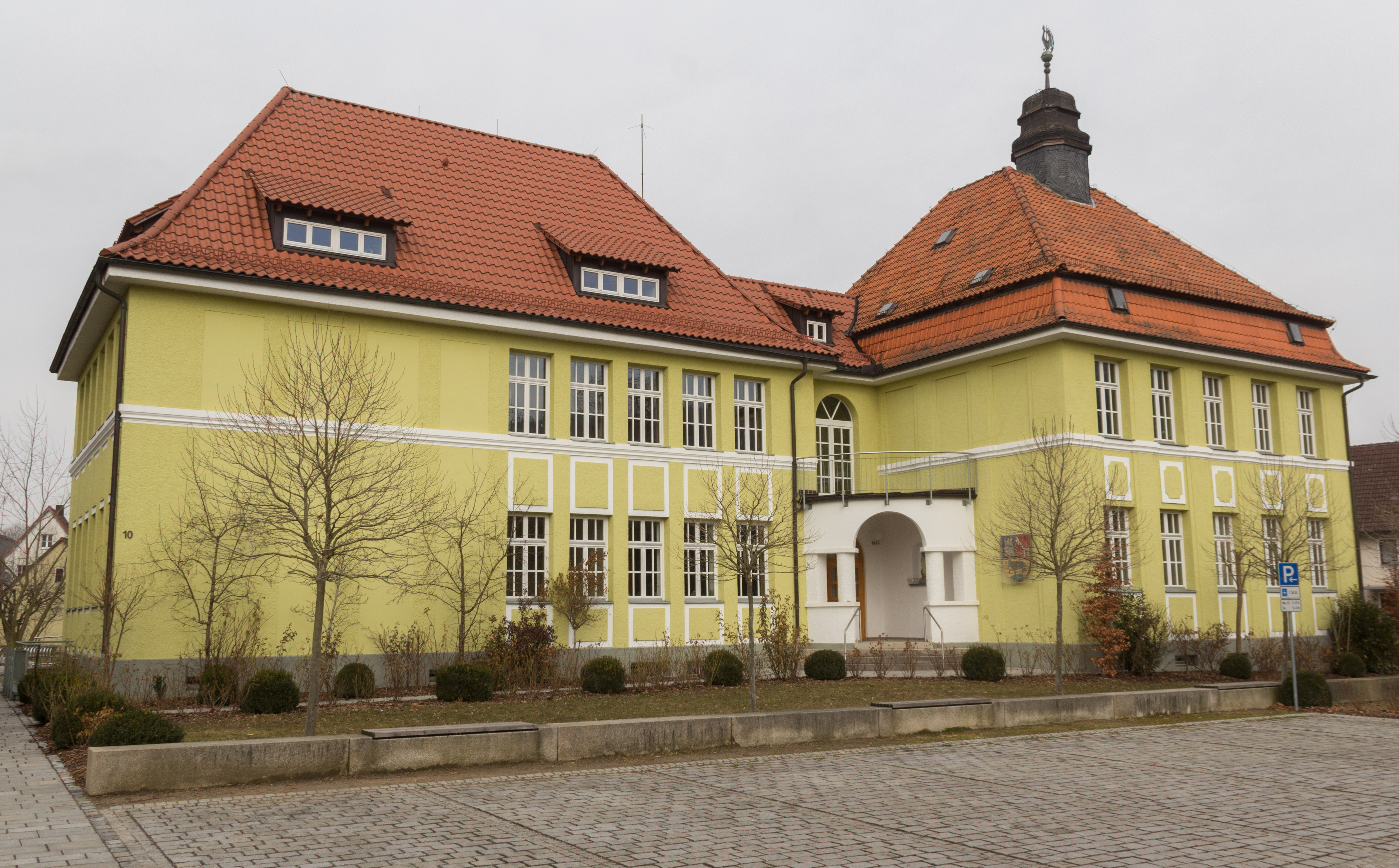
Rathaus in Ebermannstadt

Das Rathaus in Ebermannstadt, einer Stadt im oberfränkischen Landkreis Forchheim in Bayern, wurde von 1914 bis 1916 als Knabenschule im Stil des Neubarock errichtet. Das heutige Rathaus an der Franz-Dörrzapf-Straße ist ein geschütztes Baudenkmal. 
Der verputzte Massivbau, der aus zwei durch einen Gelenkbau miteinander verbundenen zweigeschossigen Pavillonbauten besteht ist mit einem Walmdach bzw. Mansardwalmdach mit Dachreiter gedeckt. Der verschieferte Dachreiter ist mit einer Haube mit Dachknauf und Wetterhahn bekrönt.